# پیش‌قفس سینه
بخش جلویی بدن سینه‌گاه حشرات که پاهای جلویی به آن وصل‌اند، را پیش‌قفسِ سینه (Prothorax) می‌گویند.
صفحه‌های پوشاننده اصلی پیش‌سینه در هر دو سو عبارتند از: گُرده‌پوش pronotum (پوشاننده پشتگاه)، جناغ‌پوش prosternum (پوشاننده بخش شکمی) و کنارپوش propleuron (کناره‌ها).